# 현교
현교(顯敎)는 비밀의 가르침, 즉 밀교(密敎)에 대조해서 언어 문자 상으로 분명히 설시(說示)된 가르침의 뜻으로, 밀교 이외의 불교를 가리켜 말하는 것이다. 본래 밀교 쪽에서 가치 비판적으로 일컬은 말로서, 밀교 즉 진언종(眞言宗)에서는 부처 생전의 모든 가르침을 판별하여 현밀이교(顯密二敎)라 하였고, 현교는 밀교만 못하여 밀교는 심심미묘(甚深微妙)하고 뛰어난 가르침이라 하였다. 밀교에서 말하는 현교란 중생의 능력에 따라 대소승(大小乘)의 삼장(三藏) 12부경에 설명된 4체(四諦)·6도(六度)의 법문이며 응신화신(應身化身)으로서의 석존을 교주로 삼고 있다.